# اسپورت تی‌وی
اسپورت تی‌وی (به انگلیسی: Sport TV) یک شبکه تلویزیون کابلی و ماهواره‌ای پولی پرتغالی با محوریت ورزش است که هفت کانال پولی در پرتغال، یک کانال خبری ورزشی و یک کانال در آفریقای پرتغالی‌زبان دارد. اولین کانال که در آن زمان فقط با نام اسپورت تی‌وی شناخته می‌شد، در ۱۶ سپتامبر ۱۹۹۸ راه‌اندازی شد. این شبکه متعلق به پرتغال تلکام، NOS، ودافون پرتغال و گروه گلوبال مدیا (و در ابتدا با مشارکت رادیوتلویزیون پرتغال) است. این شبکه تقریباً در تمام اپراتورهای توزیع تلویزیون در پرتغال به عنوان یک کانال اشتراکی پولی در دسترس است.
اسپورت تی‌وی عمدتاً فوتبال، بسکتبال، والیبال، فوتسال، راگبی، موج‌سواری، گلف، ورزش دو و میدانی، کشتی و ورزش‌های آمریکایی، ورزش‌های رزمی، مسابقات اتومبیل‌رانی و تنیس را پخش می‌کند. همچنین شامل مناظره، اخبار و گزارش‌های ورزشی است.
تمام مسابقات لیگ برتر فوتبال پرتغال به طور انحصاری توسط اسپورت تی‌وی پخش می‌شوند، به استثنای مسابقات خانگی بنفیکا که از کانال باشگاه، BTV، پخش می‌شوند.

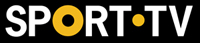
لوگوی دوم SportTV، از ژوئن ۲۰۰۸ تا اوت ۲۰۱۶

## حق پخش

### فوتبال
مسابقات بین‌المللی
- جام جهانی فوتبال
- جام جهانی باشگاه‌ها
- لیگ ملت‌های اروپا
- مرحله مقدماتی جام جهانی فوتبال ۲۰۲۶ (اروپا)
- لیگ قهرمانان اروپا
- لیگ اروپا
- لیگ کنفرانس اروپا
- سوپرجام اروپا
- کوپا آمریکا
- جام لیبرتادورس
- جام سودامریکانا
- رکوپا سودامریکانا

مسابقات کشوری
- لیگ برتر فوتبال آرژانتین
- جام حذفی فوتبال برزیل
- جام حذفی فوتبال انگلستان
- جام خیریه انگلستان
- جام اتحادیه باشگاه‌های انگلستان
- لیگ ۱
- سری آ
- کوپا ایتالیا
- سوپر جام فوتبال ایتالیا
- لیگ برتر فوتبال هلند
- لیگ برتر فوتبال پرتغال (به جز مسابقات خانگی بنفیکا)
- لیگا پرتغال ۲ (به جز مسابقات خانگی بنفیکا بی، پورتو بی، اسپورتینگ بی، ویتوریا گیماریش بی و براگا بی)
- جام حذفی فوتبال پرتغال
- تاسا دا لیگا
- لیگ حرفه‌ای فوتبال عربستان
- کوپا دل ری
- سوپرجام فوتبال اسپانیا
- سوپر لیگ فوتبال ترکیه

### بسکتبال
- یورولیگ
- اتحادیه ملی بسکتبال

### راگبی
- جام جهانی راگبی ۲۰۲۳
- قهرمانی شش ملت
- جام قهرمانان راگبی اروپا
- مسابقات قهرمانی راگبی پرتغال

### ورزش‌های موتوری
- فرمول یک
- رقابت‌های جایزه بزرگ موتورسواری
- رالی قهرمانی جهان
- International GT Open
- FIA GT Championship
- دی‌تی‌ام
- سری ایندی‌کار
- سایر، از جمله مسابقات قهرمانی رالی پرتغال و مجلات هفتگی (مسابقات قهرمانی سوپربایک جهان و غیره)

### هاکی روی یخ
- لیگ ملی هاکی

### ام ام ای
- یواف‌سی

### گلف
- جام رایدر
- Masters Tournament
- U.S. Open (golf)
- British Open
- European Tour
- PGA Championship
- PGA Tour
- World Golf Championships

### تنیس
- جام دیویس
- جام بیلی جین کینگ
- تنیس ویمبلدون
- ATP World Tour Masters 1000
- ATP World Tour

## کانال‌ها

### کانال‌های فعلی
| شماره کانال | شماره کانال | فرمت      | فرمت      | نام کانال                   | لوگو | محتوا | راه اندازی                                                                                               |
| ----------- | ----------- | --------- | --------- | --------------------------- | ---- | --- | --- |
| Nos 10      | Meo 20      | 16:9 SDTV | 16:9 HDTV | sport.tv+                   |      | این کانال در ۱ اوت ۲۰۲۴ راه‌اندازی شد. پوشش فوتبال برخلاف لیگ‌های اروپایی، مانند انگلیس و ایتالیا و همچنین مسابقات جام حذفی و سوپرجام آنها، کاهش یافته است. در سایر ورزش‌ها، برنامه‌های آن در دو مسابقه اصلی اتومبیل‌رانی فرمول ۱ و موتو جی‌پی، در ورزش‌های تیمی مانند بسکتبال، راگبی، هندبال و والیبال و در ورزش‌های انفرادی مانند تنیس، دوچرخه‌سواری، دو و میدانی، ژیمناستیک، شنا و گلف برجسته است. همچنین پخش‌کننده رسمی چهار مسابقه ورزشی اصلی در ایالات متحده یعنی NBA، NFL، MLB و NHL در پرتغال است. | 5 اوت 2016                                                                                               |
| Nos 20      | Meo 21      | 16:9 SDTV | 16:9 HDTV | sport.tv۱                   |      | این کانال در ۱ اوت ۲۰۲۴ راه‌اندازی شد. پوشش فوتبال برخلاف لیگ‌های اروپایی، مانند انگلیس و ایتالیا و همچنین مسابقات جام حذفی و سوپرجام آنها، کاهش یافته است. در سایر ورزش‌ها، برنامه‌های آن در دو مسابقه اصلی اتومبیل‌رانی فرمول ۱ و موتو جی‌پی، در ورزش‌های تیمی مانند بسکتبال، راگبی، هندبال و والیبال و در ورزش‌های انفرادی مانند تنیس، دوچرخه‌سواری، دو و میدانی، ژیمناستیک، شنا و گلف برجسته است. همچنین پخش‌کننده رسمی چهار مسابقه ورزشی اصلی در ایالات متحده یعنی NBA، NFL، MLB و NHL در پرتغال است. | سپتامبر ۱۹۹۸ (به عنوان SPORT TV) ژوئن ۲۰۰۶ (به عنوان SPORT TV 1) ژانویه ۱, ۲۰۰۹ (به عنوان Sport TV 1 HD) |
| Nos 21      | Meo 22      | 16:9 SDTV | 16:9 HDTV | sport.tv2                   |      | این کانال در ۱ اوت ۲۰۲۴ راه‌اندازی شد. پوشش فوتبال برخلاف لیگ‌های اروپایی، مانند انگلیس و ایتالیا و همچنین مسابقات جام حذفی و سوپرجام آنها، کاهش یافته است. در سایر ورزش‌ها، برنامه‌های آن در دو مسابقه اصلی اتومبیل‌رانی فرمول ۱ و موتو جی‌پی، در ورزش‌های تیمی مانند بسکتبال، راگبی، هندبال و والیبال و در ورزش‌های انفرادی مانند تنیس، دوچرخه‌سواری، دو و میدانی، ژیمناستیک، شنا و گلف برجسته است. همچنین پخش‌کننده رسمی چهار مسابقه ورزشی اصلی در ایالات متحده یعنی NBA، NFL، MLB و NHL در پرتغال است. | ژوئن ۲۰۰۶ اوت ۲۰۱۱ (به عنوان Sport TV 2 HD)                                                              |
| Nos 22      | Meo 23      | 16:9 SDTV | 16:9 HDTV | sport.tv3                   |      | این کانال در ۱ اوت ۲۰۲۴ راه‌اندازی شد. پوشش فوتبال برخلاف لیگ‌های اروپایی، مانند انگلیس و ایتالیا و همچنین مسابقات جام حذفی و سوپرجام آنها، کاهش یافته است. در سایر ورزش‌ها، برنامه‌های آن در دو مسابقه اصلی اتومبیل‌رانی فرمول ۱ و موتو جی‌پی، در ورزش‌های تیمی مانند بسکتبال، راگبی، هندبال و والیبال و در ورزش‌های انفرادی مانند تنیس، دوچرخه‌سواری، دو و میدانی، ژیمناستیک، شنا و گلف برجسته است. همچنین پخش‌کننده رسمی چهار مسابقه ورزشی اصلی در ایالات متحده یعنی NBA، NFL، MLB و NHL در پرتغال است. | ژوئن ۲۰۰۸ اوت 2011 (as Sport TV 3 HD)                                                                    |
| Nos 23      | Meo 24      | 16:9 SDTV | 16:9 HDTV | sport.tv4                   |      | این کانال در ۱ اوت ۲۰۲۴ راه‌اندازی شد. پوشش فوتبال برخلاف لیگ‌های اروپایی، مانند انگلیس و ایتالیا و همچنین مسابقات جام حذفی و سوپرجام آنها، کاهش یافته است. در سایر ورزش‌ها، برنامه‌های آن در دو مسابقه اصلی اتومبیل‌رانی فرمول ۱ و موتو جی‌پی، در ورزش‌های تیمی مانند بسکتبال، راگبی، هندبال و والیبال و در ورزش‌های انفرادی مانند تنیس، دوچرخه‌سواری، دو و میدانی، ژیمناستیک، شنا و گلف برجسته است. همچنین پخش‌کننده رسمی چهار مسابقه ورزشی اصلی در ایالات متحده یعنی NBA، NFL، MLB و NHL در پرتغال است. | اوت ۲۰۱۱ (original) اوت ۲۰۱۴ (re-release) اوت ۲۰۱۱ (به عنوان Sport TV 4 HD)                              |
| Nos 24      | Meo 25      | 16:9 SDTV | 16:9 HDTV | sport.tv5                   |      | این کانال در ۱ اوت ۲۰۲۴ راه‌اندازی شد. پوشش فوتبال برخلاف لیگ‌های اروپایی، مانند انگلیس و ایتالیا و همچنین مسابقات جام حذفی و سوپرجام آنها، کاهش یافته است. در سایر ورزش‌ها، برنامه‌های آن در دو مسابقه اصلی اتومبیل‌رانی فرمول ۱ و موتو جی‌پی، در ورزش‌های تیمی مانند بسکتبال، راگبی، هندبال و والیبال و در ورزش‌های انفرادی مانند تنیس، دوچرخه‌سواری، دو و میدانی، ژیمناستیک، شنا و گلف برجسته است. همچنین پخش‌کننده رسمی چهار مسابقه ورزشی اصلی در ایالات متحده یعنی NBA، NFL، MLB و NHL در پرتغال است. | اوت ۲۰۱۴ و (به عنوان Sport TV 5 HD)                                                                      |
| Nos 25      | Meo 26      | 16:9 SDTV | 16:9 HDTV | sport.tv6                   |      | این کانال در ۱ اوت ۲۰۲۴ راه‌اندازی شد. پوشش فوتبال برخلاف لیگ‌های اروپایی، مانند انگلیس و ایتالیا و همچنین مسابقات جام حذفی و سوپرجام آنها، کاهش یافته است. در سایر ورزش‌ها، برنامه‌های آن در دو مسابقه اصلی اتومبیل‌رانی فرمول ۱ و موتو جی‌پی، در ورزش‌های تیمی مانند بسکتبال، راگبی، هندبال و والیبال و در ورزش‌های انفرادی مانند تنیس، دوچرخه‌سواری، دو و میدانی، ژیمناستیک، شنا و گلف برجسته است. همچنین پخش‌کننده رسمی چهار مسابقه ورزشی اصلی در ایالات متحده یعنی NBA، NFL، MLB و NHL در پرتغال است. | اوت ۲۰۲۱ و (به عنوان Sport TV 6 HD)                                                                      |
| Nos 26      | Meo 27      | 16:9 SDTV | 16:9 HDTV | sport.tv7                   |      | این کانال در ۱ اوت ۲۰۲۴ راه‌اندازی شد. پوشش فوتبال برخلاف لیگ‌های اروپایی، مانند انگلیس و ایتالیا و همچنین مسابقات جام حذفی و سوپرجام آنها، کاهش یافته است. در سایر ورزش‌ها، برنامه‌های آن در دو مسابقه اصلی اتومبیل‌رانی فرمول ۱ و موتو جی‌پی، در ورزش‌های تیمی مانند بسکتبال، راگبی، هندبال و والیبال و در ورزش‌های انفرادی مانند تنیس، دوچرخه‌سواری، دو و میدانی، ژیمناستیک، شنا و گلف برجسته است. همچنین پخش‌کننده رسمی چهار مسابقه ورزشی اصلی در ایالات متحده یعنی NBA، NFL، MLB و NHL در پرتغال است. | 1 اوت ۲۰۲۴ و (به عنوان Sport TV 7 HD)                                                                    |
| Nos 151     | Meo 110     | 16:9 SDTV | 16:9 HDTV | NBA TV (حامی مالی sport.tv) |      | اسپورت تی‌وی با NBA TV برای توزیع کانال NBA TV International قرارداد توزیع دارد. | که در سال ۲۰۲۲ تمدید شد.                                                                                 |
| Zap 25      |             | 16:9 SDTV | 16:9 HDTV | sport.tv áfrica HD          |      | sport.tv áfrica تمام مسابقات لیگ برتر فوتبال پرتغال را پخش می کند، به استثنای مسابقات Sport Lisboa e Benfica در ورزشگاه دا لوز، و لیگ دسته دوم و جام اتحادیه (برای آنگولا و موزامبیک) | ۲۰۰۸, اوت ۲۰۱۱ (به عنوان Sport TV áfrica HD)                                                             |

### کانال‌های سابق
- SPORT.TV HD
- SPORT.TV LIGA INGLESA
- SPORT.TV LIVE
- SPORT.TV AMÉRICAS
- SPORT.TV ÁFRICA 1 HD
- SPORT.TV ÁFRICA 2 HD
- SPORT.TV 4K UHD